# GrenoblIX
GrenoblIX, contraction de Grenoble Internet eXchange, est le nom du point d'échange du trafic Internet à Grenoble en Auvergne-Rhône-Alpes. Lancé en avril 2011 par l'association Rezopole, soutenue par la région Rhône-Alpes, il est présent sur deux sites, Grenoblix 1 situé dans le datacenter Cogent à Grenoble et Grenoblix 2 situé dans un site construit par le groupe Eolas. Ce dernier possède la particularité d'être le premier centre de données écologique en France.

## Origine
GrenoblIX, contraction de Grenoble et de GIX (global Internet exchange en anglais), est le nom du nœud d'échange du trafic Internet à Grenoble en Isère, région Auvergne - Rhône-Alpes. Lancé à Grenoble en avril 2011 par l'association Rezopole, il est présent sur deux sites, GrenoblIX 1 situé dans le datacenter COGENT, et GrenoblIX 2 situé dans un site construit par le groupe Eolas,. Ce dernier possède la particularité d'être le premier datacenter écologique en France,.

## GrenoblIX 1 sur le site Cogent
Il est situé à proximité du stade des Alpes et de la mairie de Grenoble, le bâtiment fait environ 1000 m2, et la première salle environ 500 m2.
Il est intéressant pour les opérateurs Telecom car il se trouve à quelques centaines de mètres de l'un des principaux points réseaux de l'opérateur historique Orange.

## GrenoblIX 2 sur le site Eolas

Centre de données Eolas, POP GrenoblIX 2

Situé sur une ancienne friche industrielle de la rue général Mangin du quartier Alliés-Alpins, l'édifice était auparavant utilisé par Alstom pour ses essais de soufflerie et possède des murs de 2,5 mètres d'épaisseur, ce qui évite tout échange thermique avec l’extérieur. Après une complète rénovation, il permet aux opérateurs et aux prestataires de services internet de la région d'échanger du trafic avec un débit beaucoup plus important en se raccordant sur ce point, évitant ainsi de passer par des infrastructures lointaines (Paris, Londres, Amsterdam ou même New-York). Ce centre de données numériques doit permettre de favoriser le développement de nouveaux services et usages multimédia comme la visioconférence et inciter des entreprises étrangères à venir s'implanter dans la région. GrenoblIX est également un point d'accès pour vendre et acheter du transit Internet ou point de connexion entre les différents fournisseurs d'accès à internet avec appairage. Opérationnel en avril 2011, ce nœud d'échange a été inauguré officiellement le 21 janvier 2013 en présence du maire Michel Destot. Grenoble compte également un autre nœud d'échange internet situé dans le centre-ville.
Grâce à la présence d'une nappe phréatique peu profonde sous la ville, ce nœud d'échange peut en utiliser l'eau pour refroidir ses serveurs informatiques. L’eau de la nappe phréatique est récupérée à 14° et va récupérer la chaleur émise par le circuit de refroidissement par eau du centre de données. L'eau ainsi réchauffée est évacuée à l'extérieur du bâtiment et utilisée par des bâtiments industriels voisins. Ce circuit fermé ainsi constitué permet ainsi d’avoir une température permanente de 25° à l'intérieur du centre de données. Le centre de données est alimenté par de l'électricité renouvelable produite à partir des centrales hydroélectriques et éoliennes de Gaz Électricité de Grenoble et parallèlement une installation photovoltaïque sur le toit peut lui fournir des ressources supplémentaires en électricité.
Deux partenaires industriels ont participé à la construction de ce centre de données, Schneider Electric pour les services d’alimentation et de refroidissement et Intel fournissant des processeurs Xeon.
Le centre offre des prestations de niveau Tier 3, où tous les composants sont redondants et en double alimentation, l'alimentation électrique est doublée mais fonctionne en mode actif/passif.

## Fonctionnement
GrenoblIX est un GIX-NAP :
- un GIX, pour l'échange de paquets IP ou le peering[17] (l'échange peut se faire en niveau 2 – BGP - ou en niveau 3 par des « Routes Servers ») ;
- un NAP (en), pour la place de marché de transit IP qui permet d'acheter ou de vendre du transit Internet, et tous types de services Télécom.

L'IXP permet aux utilisateurs d'échanger du trafic local Internet par des accords mutuels dits de peering. Les utilisateurs d'IXP peuvent améliorer la qualité de leur bande passante et éviter des coûts supplémentaires. Un IXP est un facteur important pour le développement de l'Internet locale : les utilisateurs situés dans une même ville peuvent échanger localement la circulation au lieu de passer par des infrastructures lointaines. 

## Membres
Tout acteur ayant un numéro d'Autonomous System peut s’interconnecter à GrenoblIX. Les membres connectés sur l'IXP/NAP (en) sont des FAI (Fournisseur d'accès à Internet) grand public, des opérateurs Internet pour entreprise, des hébergeurs, centres de données, des sites de vente en ligne, de grandes entreprises privées et de grands comptes publics.

## Services

### Services pour les membres
- Liens 10/100/1000 Mbit/s cuivre ou 1/10 Gbit/s fibre
- Peering public IPv4/IPv6 unicast, IPv4 multicast
- Services Télécom achetés et vendus sur VLAN, Waves ou Fibre optique intra-POP
- Hébergement de matériels réseaux, port de reprise en main distante, port de reboot électrique distant
- Services DNS
- Service de passerelle inter-IXP (Route Serveurs) : peering niveau 3
- ROA (Route Origin Authorizations) - RPKI

GrenoblIX est interconnecté avec LyonIX, FranceIX, NicIX, TouIX, TOP-IX, Equinix, etc.

### Peering
Afin d'appairer, les membres peuvent filtrer les routes reçues et choisir d'annoncer leurs préfixes uniquement à certains points d'échange Internet dans toute la communauté BGP. L'IXP permet aux membres de l'IXP de faire du peering avec d'autres membres en France et à l'étranger. 

## Partenaires
GrenoblIX est une initiative gérée par Rezopole et soutenue par Grenoble-Alpes Métropole et la région Auvergne-Rhône-Alpes,. 